# Nordkinn
La península de Nordkinn (en noruec: Nordkinnhalvøya/Nordkynhalvøya; en sami septentrional: Čorgašnjárga) és una península del comtat de Finnmark, al nord de Noruega. Es tracta de la península situada més al nord d'Europa. Els assentaments humans estan concentrats principalment a les costes del nord i a la base de la península. Els pobles principals són Mehamn, Gamvik i Kjøllefjord. El far de Slettnes, prop de Gamvik, és el far situat més al nord d'Europa.

## Geografia
El punt més alt és Storvarden (486 m), dins del massís Sandfjellet. El punt més al nord de la península és el penya-segat Kinnarodden, que també és el punt més al nord del continent europeu i de Noruega.
A l'est la península limita amb el fiord de Tana, que la separa de la península de Varanger. A l'oest limita amb el fiord Laksefjord que el separa de la península Sværholthalvøya que està deshabitada. Al nord les aigües del Laksefjord s'uneixen amb les del Porsangerfjorden, que van a parar al Mar de Barents.

## Transport

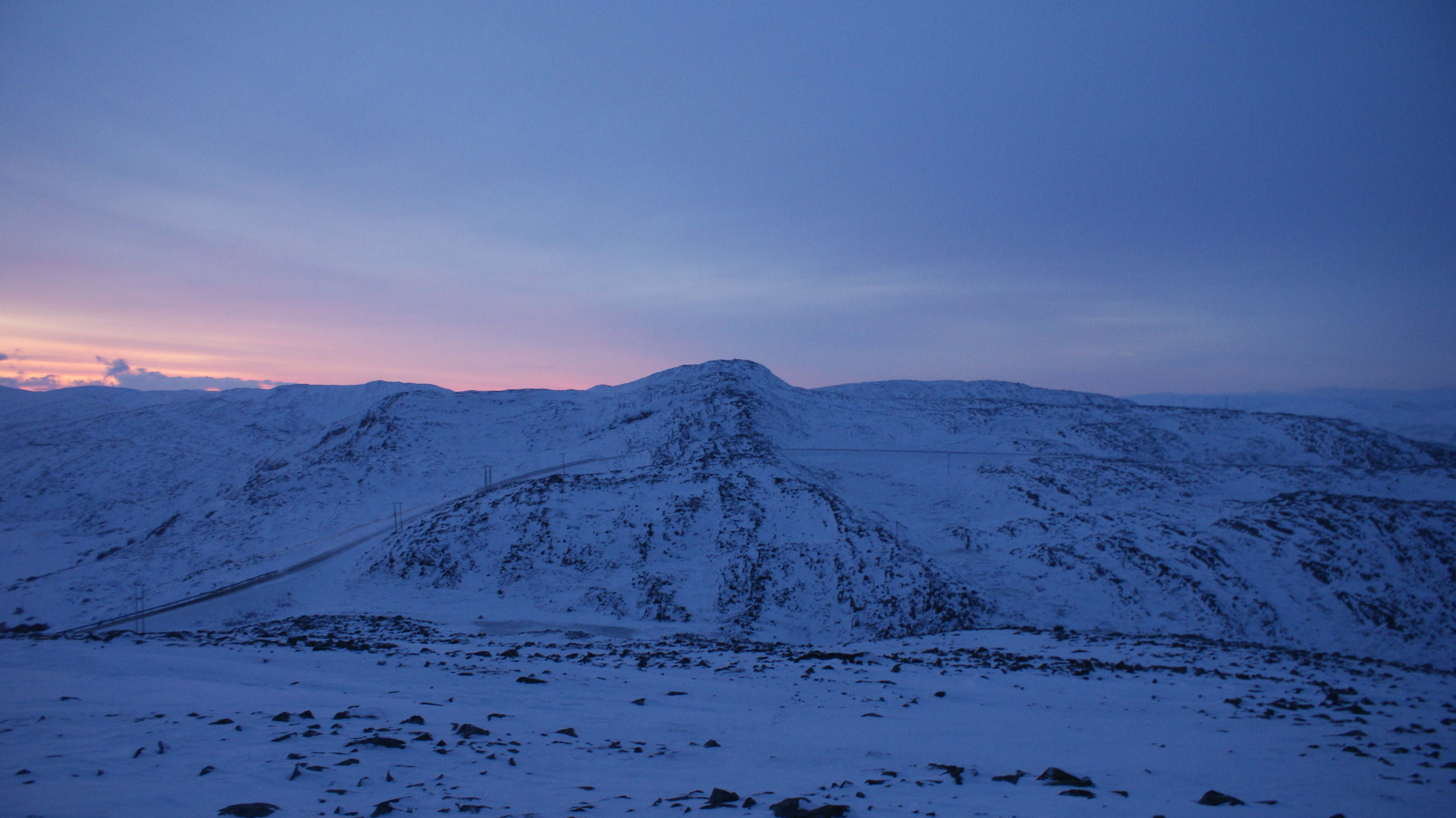
Nit polar a Nordkinn.

La ruta regional 888 connecta Gamvik, Mehamn, i Lebesby a la carretera europea E6 i a Kirkenes. La via marítima Hurtigruten para a Mehamn i Kjøllefjord.